# Plaza Waddington
La plaza Waddington es una plaza ubicada en la Avenida Gran Bretaña de Playa Ancha, ciudad de Valparaíso, Chile, nombrada así en honor a Josué Waddington, exitoso empresario minero de origen inglés, quien compró los terrenos en donde se encuentra esta plaza en el año 1841, que se convirtió en punto de encuentro para vecinos del sector.